# Okręg administracyjny 3 Düsseldorfu
Okręg administracyjny 3 Düsseldorfu, Düsseldorf-Stadtbezirk 3, Stadtbezirk 3 – okręg administracyjny (niem. Stadtbezirk) w Düsseldorfie, w Niemczech, w kraju związkowym Nadrenia Północna-Westfalia, w rejencji Düsseldorf. 
W skład okręgu administracyjnego wchodzi osiem dzielnic (Stadtteil):
1. Bilk
2. Flehe
3. Friedrichstadt
4. Hafen
5. Hamm
6. Oberbilk
7. Unterbilk
8. Volmerswerth